# رو تاج شمالی

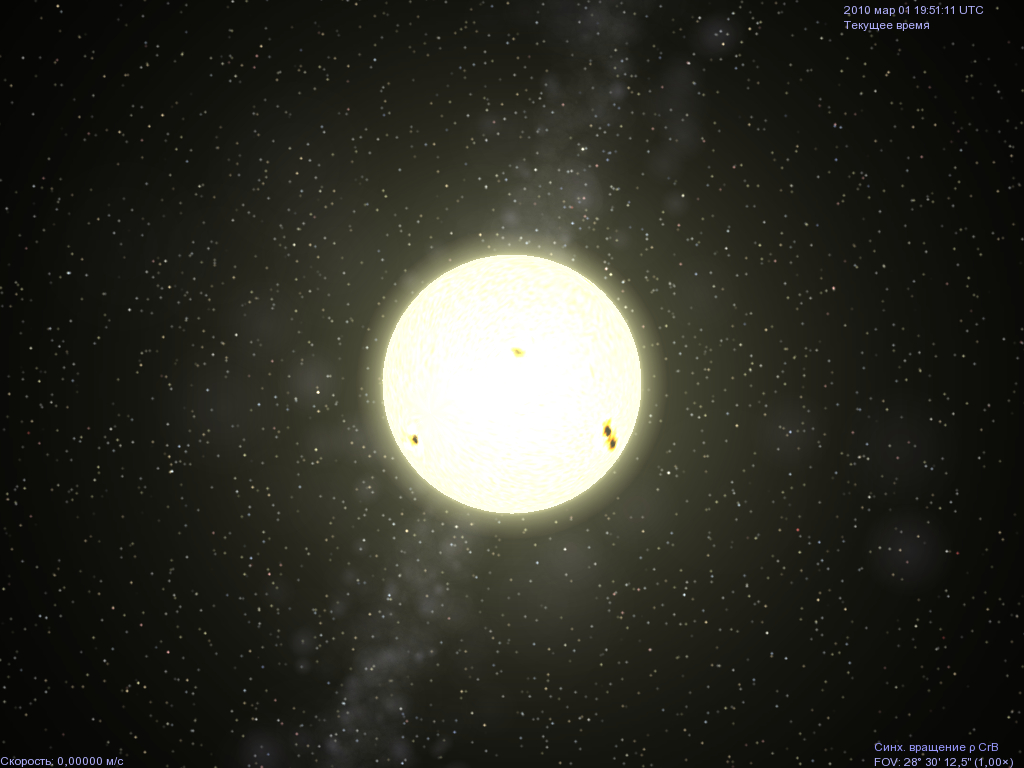
رو تاج شمالی

رو تاج شمالی یک ستاره است که در صورت فلکی تاج شمالی قرار دارد.